# Асанса, Мигель Хосе де
Мигель Хосе де Азанза, 1-й герцог Санта-Фе (20 декабря 1746, Аойс, Наварра, Испания — 29 июня 1826, Бордо) — испанский аристократ, политик, дипломат и колониальный администратор, вице-король Новой Испании (1796—1800), видный представитель хосефинос.

## Биография
Азанза родился в Наварре. Учился в Памплоне. 
В возрасте 17 лет он прибыл в Южную Америку вместе со своим дядей Хосе Мартином де Алегриа, управляющим королевской казной Веракруса. В Мексике он становится секретарем правительственного инспектора Хосе де Гальвеса, вместе с ним много путешествует по Новой Испании, получает возможность хорошо узнать страну. По-видимому, Гальвес арестовывает его в Соноре за разглашение его (Гальвеса) намерений. Тем не менее Гальвес продолжает поручать Азанзе различные важные поручения.
В 1771 году Азанза становится курсантом Ломбардского пехотного полка в Испании. В 1774 году он находится в Гаване в качестве секретаря Маркиза де ла Торре, генерал-капитана Кубы. Вместе с Торре Азанза принимает участие в осаде Гибралтара (1781).
Позже Азанза оставляет военную карьеру ради дипломатии. С 1784 по 1786 год он — статс-секретарь испанского посольства в Санкт-Петербурге, затем — поверенный в делах в Берлине. В 1788 году — коррегидор (магистрат, представляющий короля в городе) в Саламанке, а в следующем году — интендант армии в Валенсии.
В 1793 году Азанза был военным министром в кабинете Мануэля Годоя. Он находился на этом посту три года, во время войны с Францией.
19 октября 1796 года, Aзанза был назначен Вице-королем Новой Испании. Многие считают, что это была своеобразная форма изгнания, так как Годой хотел избавиться от Азанзы. В 1798 году Азанза вступил в должность вице-короля в Орисабе. Отъезд предыдущего вице-короля Мигеля де ла Груа Таламанки и Брансифорте, который считался отъявленным коррупционером, население испанских колоний в Америке встретило восторженно.
В должности вице-короля Азанза принимает меры для защиты побережий от англичан. Он размещает войска в Буэнависте, близ Веракруса, и размещает эскадру из 18 канонерских лодок в Веракрусе.
В период губернаторства Азанзы происходит ряд вооружённых столкновений с липанами и другими индейскими племенами на севере Новой Испании. Из-за трудностей в морской торговле число хлопковых фабрик в период его пребывания в должности сокращается.
Чтобы увеличить население Калифорнии, вице-король Азанза приказал отправить туда подростков из детских домов (17 мая 1799 года). В следующем году он также создал поселение на берегу соленого озера, которое получило название Канделария-де-Азанза (современный мексиканский штат Нуэво-Леон).
8 марта 1800 года в Мехико произошло сильное землетрясение, длившееся четыре минуты. Несколько домов рухнули, но пострадавших не было.
В 1799 году в колониях был раскрыт антиправительственный заговор, известный как «Заговор мачете», организованный креолом Педро де ла Портилья. Заговорщики планировали взять вице-короля в заложники, провозгласить независимость Мексики и объявить войну Испании. Они собрали для этого предприятия 1000 песо, два пистолета и 50 мачете, которые, фактически, и составили всё их вооружение.
Присутствовавший на втором совещании заговорщиков Исидоро Франсиско де Агирре, двоюродный брат Портильи, донёс властям об их намерениях. Все заговорщики были арестованы, и многие из них скончались в тюрьме, однако Портилья дожил до провозглашения независимости Мексики.
В целом, Азанза не был выдающимся колониальным администратором, и никаким ярким образом себя на должности вице-короля не проявил.
В 1800 году, передав управление колониями своему преемнику, Феликсу Беренгеру де Маркине, Азанза вернулся в Испанию. В 1808 году он был назначен министром финансов короля Фердинанда VII и членом хунты, правившей в отсутствие короля.
Когда Испания была захвачена Наполеоном, Азанза присягнул королю Жозефу, брату Наполеона, которого тот возвёл на престол Испании. В благодарность Жозеф сделал его герцогом Санта-Фе.
Видный деятель масонства, Азанза становится великим магистром великой ложи Испании.
После поражения французских войск в Испании, Азанза, наряду с другими хосефинос, бежит во Францию. Он был заочно приговорен к смертной казни в Испании, его имущество было конфисковано. Азанза умер в Бордо, в нищете, в 1826 году.